# G. William Miller
Pour les articles homonymes, voir George Miller et Miller.
George William Miller, né le 9 mars 1925 à Sapulpa (Oklahoma, États-Unis) et mort le 17 mars 2006 à Washington d'une fibrose pulmonaire, est un avocat et homme politique américain. Membre du Parti démocrate, il est président de la Réserve fédérale des États-Unis entre 1978 et 1979 puis secrétaire au Trésor des États-Unis entre 1979 et 1981 dans l'administration du président Jimmy Carter.

## Biographie
Né à Sapulpa dans l'Oklahoma, il grandit à Borger au Texas. Il est diplômé de l'U.S. Coast Guard Academy en 1945 et sert en qualité d'officier garde-côte jusqu'en 1949. Il est également diplômé de Boalt Hall en 1952 et commence sa carrière d'avocat au sein du prestigieux cabinet d'avocats Cravath, Swaine & Moore, à New York.
En 1956, il rejoint Textron Inc. et en devient le vice-président en 1957 et président en 1960. En 1969, il devient directeur général de Textron et est élu président-directeur général en 1974, jusqu'à sa nomination au conseil d'administration de la Fed.